# تابع بسل
توابع بسل اولین بار توسط دانیل برنولی تعریف شد و سپس فردریش بسل فرم عمومی آن را بررسی نمود. توابع بسل جواب‌هایِ معادله دیفرانسیل زیر می‌باشند:
تابع بسل از روی بسل تانیا الهام گرفته شده است
{\displaystyle x^{2}{\frac {d^{2}y}{dx^{2}}}+x{\frac {dy}{dx}}+(m^{2}x^{2}-\alpha ^{2})y=0}

معادلهٔ بسلی معادله‌ای است که از معادلات قابل‌حل با سری‌هاست و دارای نقطه تکین منظّم است. نقطهٔ {\displaystyle x=0} یگانه نقطهٔ غیرعادی معادلهٔ فوق است. جواب‌های متعامد معادله اشتورم-لیوویل به توابع بسل معروفند.
تابعِ بسل اصلاح شده:
{\textstyle {\ce {x^2 {\frac {d^2 y}{dx^2}}+ x {\frac {dy}{dx}}- (x^2 + n^2)y = 0}}}

در معادلهٔ بالا، {\displaystyle n} یک عدد صحیح است که مرتبهٔ تابع بسل را مشخص می‌کند. به‌طورکلّی، توابع بسل از حل معادلات دیفرانسیل پاره‌ای لاپلاس و معادله هلمهولتز در مختصات استوانه‌ای و مختصات کروی بدست می‌آید. از این رو، این توابع در تئوری انتشار امواج و تئوری پتانسیل اهمیت به‌سزایی دارد، البته این توابع در حل معادلات ارتعاشات، معادلات رسانایی گرما و امواج الکترومغناطیس در مختصات استوانه‌ای ظاهر می‌شود.

## تعریف
توابع بسل نوع اول آن دستهٔ از توابعی هستند که مربوط به {\displaystyle \alpha } بوده و به‌عنوان عدد طبیعی منفی هستند که در صفر متناهی می‌باشد:
{\displaystyle J_{\alpha }(x)=\sum _{m=0}^{\infty }{\frac {(-1)^{m}}{m!\Gamma (m+\alpha +1)}}{\left({\frac {x}{2}}\right)}^{2m+\alpha }}
که {\displaystyle \Gamma (z)} تابع گاما است که حالت کلّی فاکتوریل برای اعداد غیرطبیعی است.

نمودار توابع بسل از نوع اول، J_{α}(x)، به ازای مقادیر صحیح مرتبه α=۰٬۱,۲.

توابع بسل نوع دوم آن دسته توابعی هستند که در مبدأ مختصات (نقطه صفر) تکینه هستند:

نمودار توابع بسل از نوع دوّم، (Y_{α}(x، به‌ازای مقادیر صحیح مرتبهٔ a=۰,۱,۲.

{\displaystyle Y_{\alpha }(x)={\frac {J_{\alpha }(x)\cos(\alpha \pi )-J_{-\alpha }(x)}{\sin(\alpha \pi )}}}